# Буйда (село)
Буйда́ (баш. Бөйҙө) — село в Учалинском районе Республики Башкортостан Российской Федерации. Административный центр Буйдинского сельсовета.

## География
Стоит на реке Буйды. Расположено в пригородной зоне города Учалы.

### Географическое положение
Расстояние до:
- районного центра (Учалы): 14 км,
- ближайшей железнодорожной станции (Учалы): 21 км.

## История
До  ноября 2000 года входило в состав города Учалы, передано в Учалинский район согласно Закону Республики Башкортостан от 09.11.2000 г. № 95-з «О передаче Байдинского сельсовета из города Учалы в Учалинский район Республики Башкортостан».

## Население
| 2002 | 2009 | 2010 | 2012 | 2013 | 2014 | 2015 | 2016 | 2017 |
| ---- | ---- | ---- | ---- | ---- | ---- | ---- | ---- | ---- |
| 728  | ↗878 | ↘764 | →764 | ↘755 | ↘723 | ↘720 | ↘696 | ↘691 |

### Национальный и гендерный состав
Согласно переписи 2002 года, преобладающая национальность — башкиры (87 %) из 728 человек, из них 364 мужчин, 364 женщины.

## Инфраструктура
Основа экономики — добыча золота, гранита. Буйдинский прииск.
Действует средняя общая школа, сельский клуб, сельская библиотека, детский сад, фельдшерско-акушерский пункт.

## Транспорт
Деревня доступна автотранспортом. Остановки общественного транспорта «Буйда́-1», «Буйда́-2».